# Stenoterommata iguazu
Stenoterommata iguazu is een spinnensoort in de taxonomische indeling van de bruine klapdeurspinnen (Nemesiidae).
Stenoterommata iguazu werd in 1995 beschreven door Goloboff.